# Flachsee
Der Flachsee ist der rund 1,4 Kilometer lange südliche Teil des Stausees an der Reuss im Kanton Aargau. Er ist mit seinen 72 ha der zweitgrösste See, der gänzlich im Kanton Aargau liegt.

## Lage
Der See liegt auf einer Höhe von 378 m ü. M. in der Reussebene, ca. 4 km südlich von Bremgarten. Er erstreckt sich von der Reussbrücke Rottenschwil bis zum Weiler Geisshof (Gemeinde Unterlunkhofen), ist bis zu 300 Meter breit mit weitläufigen Sumpflandschaften. In der Seemitte gibt es fünf kleine Inseln. Durch dieses Gebiet war einst die Reuss in vielen Schwüngen mäandriert. Die Altwasser im Rottenschwiler Moos südwestlich des Flachsees deuten die ehemaligen Flusswindungen noch an. Entlang des Westufers verläuft ein Hochwasserschutzdamm. Am Ostufer befindet sich ein breiter Schilfgürtel. 

## Entstehung und Nutzung
Durch den Neubau des Wasserkraftwerkes in der Nähe der Emauskapelle in Zufikon entstand 1975 durch den Aufstau der Reuss ein rund fünf Kilometer langer Stausee, der von den ökologischen Eigenheiten her sich im Süden als Flachsee, im Norden als Fluss darbietet. Der Eingriff des Menschen ermöglichte die Entstehung eines grossen Brutgebietes für rund 50 Vogelarten (z. B. den Flussregenpfeifer) und zugleich eines Biotops für selten gewordene Pflanzen (z. B. das auf der Roten Liste stehende Grosse Süssgras), welches unter Naturschutz steht. Über die Jahre hinweg wurden am Flachsee bisher über 240 Vogelarten registriert, darunter z. B. Graureiher, Kormorane oder ausgewilderte Graugänse. Auch eine Biberfamilie hat sich wieder angesiedelt.
Die Region ist als Naherholungsgebiet weitherum bekannt. Beim Weiler Geisshof konnte man bis 2015 in den Sommermonaten mit einer Fähre über den Fluss setzen. Am Südende des Sees, zwischen Rottenschwil und Unterlunkhofen, überspannt eine – mittlerweile unter Denkmalschutz stehende – Stahlbogenbrücke (erbaut 1907) den See. Das Passieren des Naturschutzgebietes mit dem Schlauchboot ist unter Berücksichtigung gewisser Einschränkungen möglich.